# Belaturricula ergata
Belaturricula ergata is een slakkensoort uit de familie van de Borsoniidae. De wetenschappelijke naam van de soort is voor het eerst geldig gepubliceerd in 1916 door Hedley.